# Podosfairikī Athlītikī Etaireia Chania
Il Podosfairikī Athlītikī Etaireia Chania (in greco Ποδοσφαιρική Ανώνυμη Εταιρεία Χανιά?), meglio noto come Chania, è una società calcistica greca con sede nella città di La Canea. Milita nella Souper Ligka Ellada 2, la seconda divisione del campionato greco.

## Storia

### AO Chania-Kissamikos
Durante la stagione 2016-2017 della seconda divisione greca, la Canea era rappresentata da due squadre, l'AO Chania della città di La Canea e il Kissamikos con sede nella vicina città di Kissamos. Il Kissamikos aveva realizzato ottime stagioni in Football League, a differenza dei rivali locali dell'AO Chania. Per problemi finanziari, l'AO Chania venne forzatamente retrocesso in Gamma Ethniki al termine della stagione, dopo aver ricevuto una penalità di 33 punti, vedendosi allo stesso tempo revocata la licenza. Nell'estate del 2017, il proprietario del Kissamikos, all'epoca Antonis Rokakis, propose una fusione tra i due club, nel tentativo di formare un nuovo e forte sodalizio per rappresentare la regione, e più specificamente la città di La Canea (con l'obiettivo di essere il principale rivale del Platanias, all'epoca militante nella massima serie greca, con sede nell'omonima città). L'iniziativa è stata infine approvata il 19 agosto 2017, tuttavia, a causa della situazione finanziaria dell'AO Chania, qualunque club che si fosse fuso con esso, avrebbe ereditato i debiti. Alla fine, il Kissamikos ha cambiato il suo nome in AO Chania-Kissamikos, mantenendo lo stemma e i colori originali, per le partite casalinghe venne scelto lo stadio municipale di Perivolia a Mournies, La Canea. La fusione venne accolta con feroce opposizione da parte dei tifosi del Kissamikos. D'altra parte, i tifosi dell'AO Chania hanno chiesto che il nome e lo stemma del Kissamikos fossero completamente eliminati, trasformando sostanzialmente il club in una continuazione dell'AO Chania.
Nei due anni successivi alla fusione, la squadra raggiunse buoni piazzamenti, terminando al quarto posto nella stagione 2017-2018 e al sesto posto nella stagione 2018-2019, ottenendo anche il diritto a partecipare alla neonata Souper Ligka Ellada 2.

### PAE Chania
Nell'estate del 2019, il consiglio di amministrazione del club ha cambiato il nome del club in PAE Chania (in greco ΠΑΕ Χανιά?), indicando la loro intenzione di rappresentare l'intera unità periferica della Canea. La stagione 2019-2020 ha visto il PAE Chania ottenere il suo miglior risultato fino ad oggi, arrivando terzo nella Souper Ligka Ellada 2.

## Organico

### Rosa 2023-2024
Aggiornata al 15 ottobre 2023.
| N. |                                 | Ruolo | Calciatore             |
| -- | ------------------------------- | ----- | ---------------------- |
| 2  | Bosnia ed Erzegovina (bandiera) | D     | Nemanja Nikolić        |
| 3  | Francia (bandiera)              | D     | Salimo Sylla           |
| 5  | Grecia (bandiera)               | D     | Christos Batzios       |
| 6  | Portogallo (bandiera)           | C     | Edgar                  |
| 7  | Grecia (bandiera)               | C     | Georgios Manousakis    |
| 8  | Grecia (bandiera)               | C     | Kaloudis Lemonis       |
| 9  | Grecia (bandiera)               | A     | Chrīstos Eleytheriadīs |
| 11 | Argentina (bandiera)            | C     | Nicolás Czornomaz      |
| 13 | Capo Verde (bandiera)           | D     | Mathaus                |
| 17 | Albania (bandiera)              | D     | Oresti Kacurri         |
| 18 | Grecia (bandiera)               | A     | Aggelos Kola           |
| 20 | Grecia (bandiera)               | C     | Manos Vorfi            |
| 21 | Grecia (bandiera)               | P     | Manolis Kalogerakis    |
| 22 | Grecia (bandiera)               | D     | Apostolos Stikas       |
| 24 | Grecia (bandiera)               | D     | Georgios Servilakis    |

| N. |                           | Ruolo | Calciatore           |
| -- | ------------------------- | ----- | -------------------- |
| 25 | Uruguay (bandiera)        | C     | Jorge Díaz           |
| 26 | Albania (bandiera)        | D     | Emiljano Shehu       |
| 27 | Grecia (bandiera)         | A     | Giōrgos Manalīs      |
| 30 | Grecia (bandiera)         | D     | Stavros Panagiotou   |
| 32 | Grecia (bandiera)         | D     | Marios Kapsalīs      |
| 38 | Grecia (bandiera)         | C     | Ilias Tselios        |
| 47 | Grecia (bandiera)         | C     | Antonis Bourselis    |
| 77 | Grecia (bandiera)         | A     | Dīmītrios Manos      |
| 80 | Grecia (bandiera)         | C     | Michalis Pachis      |
| 88 | Grecia (bandiera)         | D     | Kyriakos Mazoulouxis |
| 97 | Grecia (bandiera)         | P     | Ilias Kyritsis       |
| 99 | Costa d'Avorio (bandiera) | A     | Vouho                |
|    | Grecia (bandiera)         | D     | Michalis Koukourakis |
|    | Grecia (bandiera)         | D     | Rafail Kotsinis      |

### Rosa 2022-2023
Aggiornata al 23 febbraio 2023.
| N. |                       | Ruolo | Calciatore              |
| -- | --------------------- | ----- | ----------------------- |
| 1  | Grecia (bandiera)     | P     | Dīmītrios Katsīmitros   |
| 3  | Guinea (bandiera)     | D     | Fodé Camara             |
| 4  | Grecia (bandiera)     | D     | Dīmītrios Patapīs       |
| 5  | Argentina (bandiera)  | D     | Lucas Coyette           |
| 6  | Grecia (bandiera)     | C     | Alexandros Masouras     |
| 7  | Grecia (bandiera)     | A     | Andreas Vasilogiannīs   |
| 8  | Grecia (bandiera)     | C     | Vasileios Vogiatzīs     |
| 9  | Svezia (bandiera)     | A     | Admir Bajrovic          |
| 10 | Grecia (bandiera)     | C     | Vasilīs Triantafyllakos |
| 11 | Grecia (bandiera)     | A     | Giannīs Varkas          |
| 12 | Grecia (bandiera)     | D     | Stavros Gaïtanīs        |
| 13 | Grecia (bandiera)     | P     | Fōtīs Koutzavasilīs     |
| 14 | Grecia (bandiera)     | D     | Kōnstantinos Tsamourīs  |
| 15 | Portogallo (bandiera) | D     | Luís Rocha              |

| N. |                    | Ruolo | Calciatore               |
| -- | ------------------ | ----- | ------------------------ |
| 16 | Grecia (bandiera)  | C     | Theodōros Vasilakakīs    |
| 18 | Grecia (bandiera)  | A     | Aggelos Kola             |
| 19 | Grecia (bandiera)  | A     | Chrīstos Kollas          |
| 20 | Grecia (bandiera)  | D     | Aggelos Zioulīs          |
| 22 | Grecia (bandiera)  | D     | Apostolos Stikas         |
| 27 | Grecia (bandiera)  | A     | Giōrgos Manalīs          |
| 32 | Grecia (bandiera)  | D     | Marios Kapsalīs          |
| 33 | Grecia (bandiera)  | D     | Fōtīs Pantekidīs         |
| 68 | Grecia (bandiera)  | C     | Kōstas Panagiōtoudīs     |
| 77 | Grecia (bandiera)  | C     | Kōnstantinos Kalaitzakīs |
| 84 | Grecia (bandiera)  | P     | Nikolaos Somoglou        |
| 88 | Albania (bandiera) | C     | Kledi Myftari            |
| 95 | Brasile (bandiera) | C     | Carlito                  |

### Rosa 2021-2022
Aggiornata al 5 novembre 2021.
| N. |                      | Ruolo | Calciatore              |
| -- | -------------------- | ----- | ----------------------- |
| 1  | Grecia (bandiera)    | P     | Dīmītrios Katsīmitros   |
| 3  | Guinea (bandiera)    | D     | Fodé Camara             |
| 4  | Grecia (bandiera)    | D     | Dīmītrios Patapīs       |
| 5  | Argentina (bandiera) | D     | Lucas Coyette           |
| 6  | Grecia (bandiera)    | C     | Alexandros Masouras     |
| 7  | Grecia (bandiera)    | A     | Andreas Vasilogiannīs   |
| 8  | Grecia (bandiera)    | C     | Vasileios Vogiatzīs     |
| 9  | Svezia (bandiera)    | A     | Admir Bajrovic          |
| 10 | Grecia (bandiera)    | C     | Vasilīs Triantafyllakos |
| 11 | Grecia (bandiera)    | A     | Giannīs Varkas          |
| 12 | Grecia (bandiera)    | D     | Stavros Gaïtanīs        |
| 13 | Grecia (bandiera)    | P     | Fōtīs Koutzavasilīs     |
| 14 | Grecia (bandiera)    | D     | Kōnstantinos Tsamourīs  |

| N. |                    | Ruolo | Calciatore               |
| -- | ------------------ | ----- | ------------------------ |
| 16 | Grecia (bandiera)  | C     | Theodōros Vasilakakīs    |
| 18 | Grecia (bandiera)  | A     | Aggelos Kola             |
| 19 | Grecia (bandiera)  | A     | Chrīstos Kollas          |
| 20 | Grecia (bandiera)  | D     | Aggelos Zioulīs          |
| 22 | Grecia (bandiera)  | D     | Apostolos Stikas         |
| 32 | Grecia (bandiera)  | D     | Marios Kapsalīs          |
| 33 | Grecia (bandiera)  | D     | Fōtīs Pantekidīs         |
| 68 | Grecia (bandiera)  | C     | Kōstas Panagiōtoudīs     |
| 77 | Grecia (bandiera)  | C     | Kōnstantinos Kalaitzakīs |
| 84 | Grecia (bandiera)  | P     | Nikolaos Somoglou        |
| 88 | Albania (bandiera) | C     | Kledi Myftari            |
| 95 | Brasile (bandiera) | C     | Carlito                  |

## Palmarès

### Altri piazzamenti
- Souper Ligka Ellada 2:

Terzo posto: 2019-2020